# Vrat
Vrat (lat. collum) je del telesa med glavo in trupom; sestavlja ga sedem vratnih vretenc in mišice.

## Anatomija
Skozi vrat potujejo žile, živci, grlo in žrelo. Okostje (vratni del hrbtenice) omogoča veliko gibljivost. Vratne mišice (zadajšnja, sprednja in lateralna skupina) vzravnavajo in upogibajo glavo in vrat, dvigajo in spuščajo podjezičnico ter ščitasti hrustanec ter dvigujejo 1. in 2. rebro. Široka kožna mišica na sprednji strani vratu, ki guba kožo, je platizma. Adamovo jabolko nastane z združitvijo obeh ploščic ščitastega hrustanca. V vratu se nahaja tudi ščitnica in zanjo obščitnične žleze.